# Antoni Olszowski
Antoni Olszowski herbu Prus II – stolnik ostrzeszowski w 1765 roku, stolnik piotrkowski w latach 1757–1765.
W 1764 roku jako poseł ziemi wieluńskiej na sejm elekcyjny był elektorem Stanisława Augusta Poniatowskiego z ziemi wieluńskiej.